# بطولة تونس لكرة السلة للرجال 2005–06
بطولة تونس لكرة السلة للرجال 2005–06 هو الموسم رقم 51 من بطولة تونس لكرة السلة للرجال.

فاز بهذا الموسم الملعب النابلي.

## روابط خارجية
- الموقع الرسمي للجامعة التونسية لكرة السلة.